# Circuito callejero de Montreal
El Circuito callejero de Montreal fue un circuito de carreras de motor en Canadá. Estaba ubicado en la parte sureste del centro de la ciudad, con su recta principal en René Lévesque Boulevard. Se utilizó para el e-Prix de Montreal de la Fórmula E. Se usó durante la Temporada 2016-17 de Fórmula E, pero no se ha vuelto a usar desde entonces.

## Trazado
La pista tiene 2.745 km (1.706 mi) de largo y cuenta con 14 curvas.